# The Forks Plantation
The Forks Plantation es una plantación ubicada en el condado de Somerset en el estado estadounidense de Maine. En el Censo de 2010 tenía una población de 37 habitantes y una densidad poblacional de 0,34 personas por km².

## Geografía
The Forks Plantation se encuentra ubicada en las coordenadas 45°17′59″N 69°55′42″O / 45.29972, -69.92833. Según la Oficina del Censo de los Estados Unidos, The Forks Plantation tiene una superficie total de 107.42 km², de la cual 102.48 km² corresponden a tierra firme y (4.6%) 4.94 km² es agua.

## Demografía
Según el censo de 2010, había 37 personas residiendo en The Forks Plantation. La densidad de población era de 0,34 hab./km². De los 37 habitantes, The Forks Plantation estaba compuesto por el 100% blancos, el 0% eran afroamericanos, el 0% eran amerindios, el 0% eran asiáticos, el 0% eran isleños del Pacífico, el 0% eran de otras razas y el 0% pertenecían a dos o más razas. Del total de la población el 0% eran hispanos o latinos de cualquier raza.